# Isla Malo
Malo (anteriormente conocida como San Bartolomé) es una isla perteneciente a Vanuatu. Se encuentra a tres kilómetros al sur de la isla de mayor tamaño, Espíritu Santo, en la provincia de Sanma. Malo tiene un perímetro aproximado de 55 km y un área de unos 180 km². Como la mayoría de Vanuatu, es una isla de origen volcánico. El punto más alto de la isla es el pico Malo de 326 metros sobre el nivel del mar. 
En 1979 la isla tenía una población de 2.312 habitantes. El censo de 1999 registró una población de 3.532 habitantes. Y según el censo de 2009 la población había crecido hasta los 4.273, un incremento del 21% desde 1999. Avunatari (Abnetare), la población principal en la costa noroccidental, tenía 600 habitantes en 1999.
Existen dos grupos culturales principales en isla Malo: los auta, que habitan en la parte occidental de la isla, y los tinjivo, que viven en la parte oriental de la isla. Cada grupo habla una variante de la lengua malo, que pertenece a la familia de lenguas austronesias.
Los principales productos de la isla son la copra y el cacao, que se producen en sus plantaciones.
Los vestigios arqueológicos más antiguos del poblamiento de Vanuatu se encuentran en los yacimientos de Malo datados cerca del 1400 a. C. Los objetos característicos de estos primeros asentamientos humanos pertenecen a la cultura Lapita.